# Condado de Leitrim
O Condado de Leitrim (Liatroim em irlandês) é um condado da República da Irlanda, na província de Connacht, no noroeste do país. A capital, Carrick-on-Shannon, tem 1 868 habitantes, e o conjunto do condado, 25 799 (de acordo com o censo de 2002). Com a derrubada de sua cobertura florestal original, Leitrim se tornou uma região pantanosa, e a cultura mais apropriada era a da batata. Assim, a praga que atingiu a ilha na segunda metade da década de 1840 foi devastadora para a região (a população de Leitrim no Censo de 1841 era de 155 mil).
Além de uma curta faixa litorânea no Oceano Atlântico a norte, os limites de Leitrim são os condados do Ulster de Donegal a norte, Fermanagh a nordeste e Cavan a leste; Longford, no Leinster, a sudeste; e Roscommon a sudoeste e Sligo a oeste (ambos no Connacht).